# Ladonia
Ladonia er en mikronation beliggende på halvøen Kullen i det nordvestlige Skåne, Sverige. Ladonia, med kunstneren Lars Vilks i spidsen, erklærede sin uafhængighed fra Sverige den 2. juni 1996. Grunden til dette var en årelang retssag mellem Lars Vilks og de svenske myndigheder om tre skulpturer, som Vilks havde lavet på det, der i dag er Ladonias territorium. Myndighederne krævede skulpturerene fjernet, og som reaktion mod dette udråbte Vilks Ladonia til en selvstændig stat. Ladonia er ikke anerkendt som selvstændig stat af noget andet land.

## Historie
I 1980 begyndte kunstneren Lars Vilks at bygge to skulpturer, Nimis og Arx, i Kullaberg naturreservatet i Skåne. De to skulpturer blev først opdaget to år senere, og de lokale myndigheder krævede da, at skulpturerne blev fjernet. Vilks appellerede beslutningen gentagne gange, og i mellemtiden var skulpturen Nimis blevet solgt.
Den 2. juni 1996 erklærede Vilks at området, hvor skulpturerne lå, var et selvstændigt land, Ladonia.
I 1999 byggede Lars Vilks en anden skulptur kaldet Omfalos. Denne skulptur var ca. 1,5 m høj og lavet af beton. De svenske myndigheder krævede også denne skulptur fjernet, og Lars Vilks blev påbudt at finde en måde at rive den ned på. Han foreslog at sprænge den i luften den 10. december 2001, dagen for uddelingen af Nobelprisen. Inden skulpturen skulle være blevet sprængt i luften var den dog blevet købt af en anden kunstner, Ernst Billgren, som krævede, at skulpturen ikke blev beskadiget. Omfalos blev derfor, tidligt om morgenen den 9. december 2001 fjernet. På trods af den nye ejers krav blev skulpturen alligevel beskadiget under flytningen.

## Befolkning
Da Ladonia erklærede sin uafhængighed fra Sverige havde landet ingen indbyggere. I dag har Ladonia ca. 15.000 indbyggere. Ingen af dem bor i Ladonia, men har fået statsborgerskab via Ladonias hjemmeside.

## Sprog
Det officielle sprog i Ladonia er latin, men engelsk, svensk, norsk, dansk, finsk, tysk og fransk accepteres også.

## Ladonia i krig
Ladonia har erklæret krig mod Sverige og San Marino.
Lars Vilks har i den forbindelse redegjort for taktiken: "Terrorisme er jo populært for tiden, men er vældig dyr i drift. Derfor har Ladonia udviklet en lavpristerrorisme, idet man anvender terroristerne som bomber. Man sender dem med easyjet og så springer de ud fra flyet og rammer forhåbentligt noget, som er vigtigt for fjenden."